# حمض الأسبارتيك
حمض الأسبارتيك أو حامض أسبارتيك (يختصر ب Asp أو D ) هو حمض ألفا-أميني قطبي ثنائي الكربوكسيل، وهو من الأحماض الأمينية غير الأساسية ورمزه الوراثي هو GAU و GAC·
الأسبارتات هو أنيون حمض الأسبارتيك·
عند الثدييات هو غير أساسي، يدخل في دورة اليوريا، يشارك في دورة تخليق الجلوكوز و يلعب دور في تركيب البيريميدين·هو ناقل عصبي محفز للمخ في شكله الميثيلي، حيث يفعل مستقبلات N-méthyl-D-aspartate) NMDA) التي هي مستقبلات للجلوتامات، لكن بحدة أقل من هذا الأخير·

## تاريخ
تم إكتشاف حمض الأسبارتيك بواسطة Plisson ،سنة 1827، وهو مشتق من الأسباراجين الذي تم إكتشافه سنة 1806 إنطلاقا من عصير الهليون·

## الأشكال و التسمية
هناك شكلين أو متقابلين ضوئين لحمض الأسبارتيك،اسم «حمض الأسبارتيك» يدل على كلى الشكلين أو على خليطهما الراسمي،
فقط واحد من الشكلين يدخل في تركيب البروتينات وهو الشكل "L-aspartic acid"، الأدوار البيولوجية للشكل الأخر "D-aspartic acid" تبقى جد محدودة، تستطيع الأنزيمات المتخصصة إنتاج شكل واحد من الشكلين بينما التصنيع الكيميائي ينتج خليط راسمي·